# Open art museum

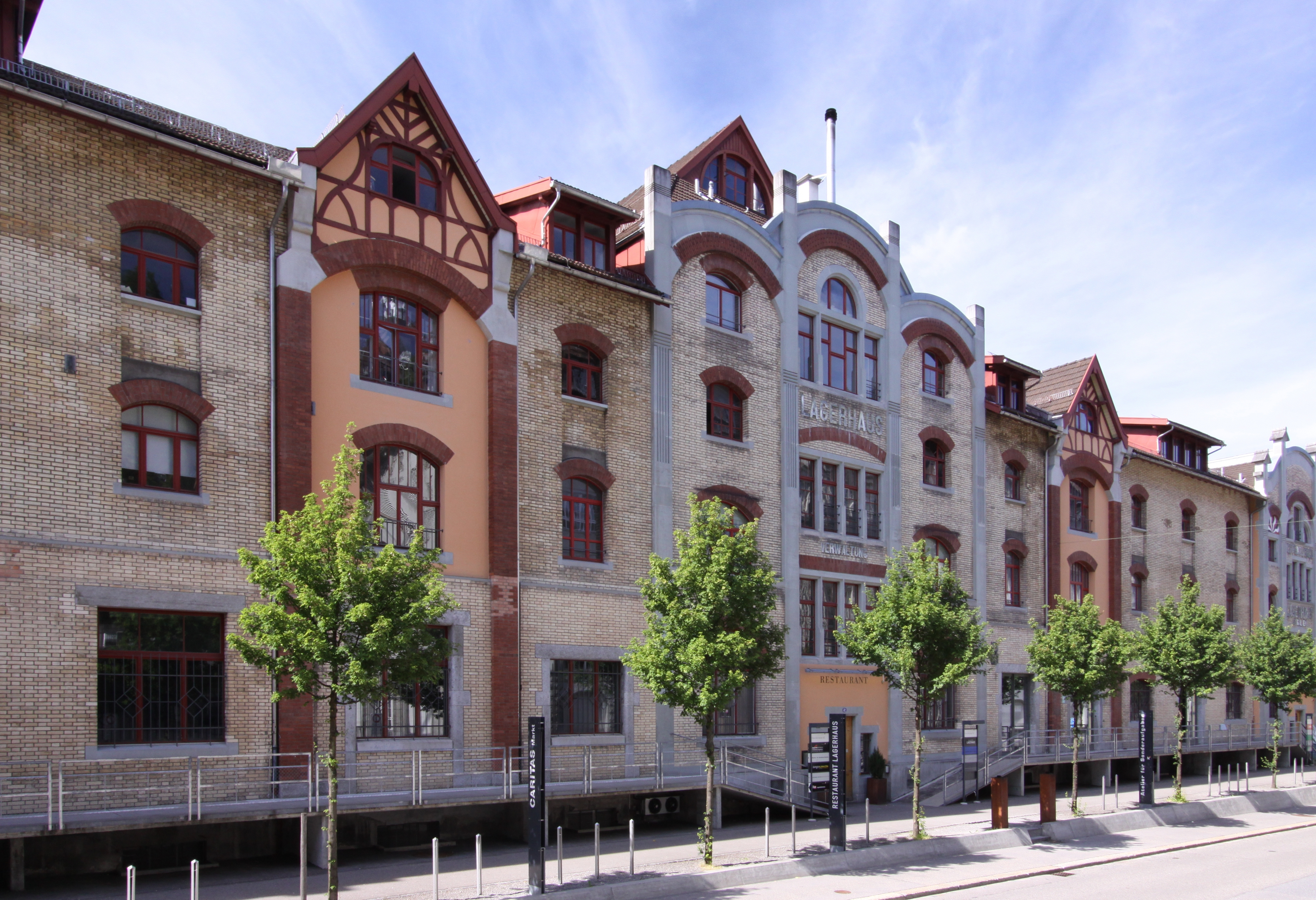
Das open art museum

Das open art museum in St. Gallen in der Schweiz ist ein Museum für schweizerische Naive Kunst und Art brut. Trägerin ist die Stiftung für schweizerische Naive Kunst und Art Brut, die am 1. Februar 1988 von den Sammlerehepaaren Erna (1907–1995) und Curt Burgauer (1908–2002), Wilhelmina (Mina) und Josef John sowie Simone und Peter Schaufelberger-Breguet gegründet worden ist. Ursprünglich als Museum im Lagerhaus gegründet, änderte das Museum am 16. Januar 2023 seinen Namen zu open art museum.

## Geschichte des Museums
Das open art museum sammelt, bewahrt und vermittelt schweizerische Naive Kunst, Art brut und Outsider Art zeitgenössischer und verstorbener Künstler. Die im Museum vertretenen Künstler sind Laienkünstler / Autodidakten ohne eine akademische künstlerische Ausbildung. Auch bäuerliche Naive Kunst wird in dem Museum ausgestellt. Pro Jahr werden mindestens drei Wechselausstellungen und eine Sammlungsausstellung gezeigt.
Trägerin des Museums ist die Stiftung für schweizerische Naive Kunst und Art brut. Sie wurde am 1. Februar 1988 von den Sammlerehepaaren Erna (1907–1995) und Curt Burgauer, Wilhelmina und Josef John sowie Simone und Peter Schaufelberger-Breguet gegründet. Zwanzig Jahre lang führten Simone und Peter Schaufelberger-Breguet als Leiterin bzw. als Präsident des Stiftungsrates das Museum im Lagerhaus ehrenamtlich und bauten eine umfangreiche Sammlung auf. Auch das Museumsteam und der Stiftungsrat sind ehrenamtlich tätig.
2008 wurde Monika Jagfeld hauptamtliche Leiterin des Museums. Administrative Leiterin in Teilzeit ist Manuela Stieger.
Seit 2016 können Besucher Augmented-Reality-Guides nutzen, also auf einem Tablet ergänzendes Text- und Filmmaterial und nicht ausgestellte Werke ansehen.
Zum Jahreswechsel 2021/2022 übergab Peter Schorrer das Amt des Stiftungsratspräsidenten an Thomas Scheitlin. 2018, im 30. Jahr seines Bestehens, zeigte das Museum Werke aus der Sammlung des Schweizer Psychiaters Carl Gustav Jung (1875–1961), der Kunstwerke seiner Patienten gesammelt hatte.

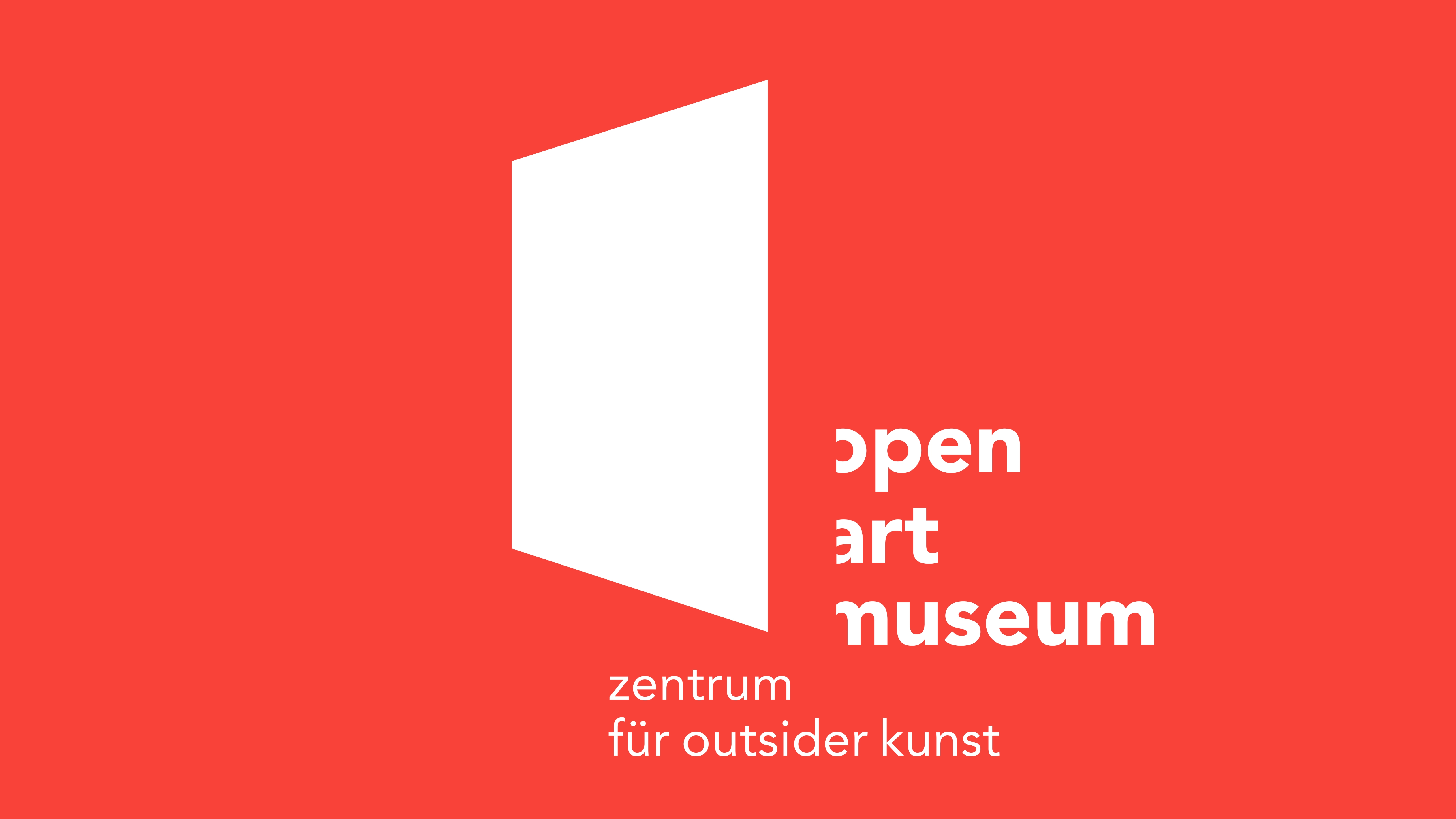
Logo des open art museums. Mit Byline und dem weissen Fenster, das die Öffnung in alle Richtungen symbolisiert.

Am 16. Januar 2023 gab das Museum eine Namensänderung und ein Rebranding bekannt. Zentrales Markenzeichen ist ein Fenstermotiv, das für Öffnung und Offenheit steht. Vor dem Hintergrund der Corona-Pandemie hatten die leeren Ausstellungsräume zu konkreten Überlegungen darüber angeregt, was das Museum vorrangig ausmache. Fazit dieser Überlegungen war eine neu formulierte Vision des open art museums.

## Sammlung
Das open art museum verfügt über eine Sammlung von rund 30'000 Werken von mehr als 180 Personen, darunter Werke von Fritz Aebersold, Heinrich Aerne, Pietro Angelozzi, Angelus, Charlotte Bachmann, Helmut Bachmann, Berta Balzli, Werner Baptista, Mireille Barrière, Anton Bernhardsgrütter, Martin Bickel, Therese Bickel, Carl Binder, Heinrich Bleiker, Ulrich Bleiker, Reni Blum, Pierre Bonard, Benjamin Bonjour, Édouard Boschey, Elisabeth Bourquin, Anny Boxler, François Burland, Aloïse Corbaz, Adolf Dietrich, Samuele Giovanoli, Adam Keel, Hans Krüsi, Edmond Engel, Pya Hug, Linda Naeff, Michel Nedjar, Maria Rolly, Hans Schärer, Gérard Sendrey, Paul Schlotterbeck, Erich Staub, Louis Soutter, Karl Uelliger, Niklaus Wenk, Alois Wey, Scottie Wilson und Adolf Wölfli. Hinzu kommen künstlerische Nachlässe wie etwa 18'000 Blätter von John Elsas, 200 Werke von Franz Hartl oder ein Konvolut an 169 Werken der Schweizer Schriftstellerin Adelheid Duvanel.
Eine grosse Erweiterung erfuhr die Sammlung 2014 durch den Erwerb der privaten Sammlung von Mina und Josef John.

## Ausstellungen (Auswahl)
- 2025: ICH TIER WIR (eine sonderbare Beziehung)[12][13]
- 2025: JEANNETTE VOGEL[14]
- 2024/2025: Karl Uelliger – Mit Wolken gehen möchte ich wandern
- 2024/2025: Ilija – Ein Tuch mit zwei Gesichtern. Werke von Ilija Bašičević
- 2023: Outsider Art unter dem Halbmond. Kunst aus islamisch geprägten Ländern mit einem Schwerpunkt auf die Werke Samaneh Atefs
- 2023: Die Bestie des Krieges – Naive Kunst aus der Ukraine, mit einer Werkgruppe von Marija Prymatschenko[15]
- 2023: Peter Wirz: Kontinent Wirziana
- 2022/2023: Lene Marie Fossen – Human
- 2022: Krüsi am Zug. Hans Krüsi
- 2021/2022: Eine Künstlerfamilie zwischen Insider und Outsider Art: Robert, Miriam, Manuel, Gilda Müller & Giovanni Abrignani
- 2021: Durch die Linse – Fotografien aus dem Psychiatriealltag
- 2020: ÜberMÜTTER. Maria Rolly, Berta Balzli, Adelheid Duvanel, Reni Blum, Ulrich Bleiker
- 2020: Linda Naeff, Matricule II.
- 2019/2020: Crazy, Queer, and Lovable: Ovartaci
- 2019: Antonio Ligabue – der Schweizer Van Gogh
- 2018: Im Land der Imagination. Die Sammlung C.G. Jung des C.G. Jung-Instituts Zürich-Küsnacht, mit Werken von Patienten Carl Gustav Jungs
- 2017/2018: Prinzhorns Schweizer. Exponate von Schweizern aus der Sammlung Prinzhorn
- 2017: Kunst, Krautrock und Tarot – Walter Wegmüller. Retrospektive Walter Wegmüller[16]
- 2016: KunstGeschichten. Werke von Hugo Affolter, Eugène Ionesco, Paul Stamm, Alfons Karl Zwicker
- 2016: Hedi Zuber und ihre Freunde: Ausstellung zum 100. Geburtstag
- 2016: Die von Gurs. Kunst aus dem Internierungslager Gurs der Sammlung Elsbeth Kasser
- 2015: Die Sammlung Mina und Josef John im Museum im Lagerhaus
- 2014/2015: Auf der Seeseite der Kunst. Werke aus der Psychiatrischen Klinik Münsterlingen, 1894–1960
- 2014: Art Brut – Japan – Schweiz. Dialogausstellung
- 2013/2014: Wahnsinn sammeln. Outsider Art aus der Sammlung Dammann, mit Werken u. a. von August Walla, Oswald Tschirtner, Johann Hauser, Else Blankenhorn, August Klett, Heinrich Anton Müller, Paul Goesch und Horst Ademeit[17]
- 2013: Naive Schweiz – Suisse Brut. Jubiläumsausstellung zum 25-jährigen Bestehen des Museums, mit Werken u. a. von Felix Brenner, Adolf Dietrich, Adolf Wölfli, Aloïse Corbaz, Louis Soutter, Heinrich Anton Müller, Ida Buchmann, Fritz Soltermann, Karl Uelliger, Felix Anton Brander[18]
- 2011: Begegnungen. Werke von Julius Süss, Gertrud Schwyzer, Hans Brühlmann, Günther Uecker
- 2010/2011: Rosenstrumpf und dornencknie. Werke aus der Psychiatrischen Pflegeanstalt Rheinau 1867–1930
- 2010: Subversive Sorgfalt – Stickereien von Jeanne Natalie Wintsch
- 2009: Wände dünn wie Haut. Zeichnungen und Gemälde der Schweizer Schriftstellerin Adelheid Duvanel
- 2009: Franz Hartls Geisterspiel. Gezeichnete Kosmologien eines Komponisten
- 2008: Gedenkausstellung für Rosemarie Koczy (1939–2007)
- 2007/2008: Mutter Madonna Monster
- 2004/2005: Gedenkausstellung Reni Blum
- 2001: Erzählende Linien – Zeichnungen aus dem Outside
- 1998: Vier Frauen – Vier Welten. Carol Bailly, Berta Balzli, Paula Roth, Emma Widmer-Gass[19]